# Pedagogika waldorfska
Uzasadnienie: Brak źródeł
Pedagogika waldorfska (pedagogika Rudolfa Steinera) – pedagogika, której twórcą był Rudolf Steiner, alternatywna do oficjalnie obowiązującej. Nazwa „waldorfska” pochodzi od pierwszej szkoły dla dzieci robotników Freie Waldorfschule [„Wolna Szkoła Waldorfska”], założonej przez Rudolfa Steinera w 1919 przy fabryce papierosów Waldorf-Astoria w Stuttgarcie, na zaproszenie jej właściciela Emila Molta.
W 2017 roku na świecie było 1092 szkół Waldorf i 1857 przedszkoli Waldorf.
Głównym zadaniem tej pedagogiki jest żywe pielęgnowanie zrozumienia istoty człowieka i jego rozwoju w powiązaniu ze światem i społeczeństwem. Celem zatem jest przede wszystkim wspieranie wszechstronnego rozwoju dziecka, rozumianego jako rozwój trzech sfer: myślenia, uczuć i woli. 
Charakterystyczne dla pedagogiki waldorfskiej jest przywiązywanie dużej wagi do działań artystycznych (malowanie, rysowanie form, śpiewanie, gra na instrumentach, eurytmia), a także uczenia poprzez praktyczne działanie (prace ręczne, warsztaty – praca z drewnem, pielęgnacja ogrodu). Podkreśla się rolę rytmu w zdrowym kształtowaniu nauczania.
Specyfiką szkół waldorfskich jest m.in.: brak ocen; brak podręczników; edukacja zintegrowana na przestrzeni szkoły podstawowej, a nie tylko w młodszych klasach; charakterystyczny rytm dnia.
- Brak ocen

Nauczyciele w szkołach waldorfskich nie mają do dyspozycji systemu ocen. Oznacza to konieczność wypracowania indywidualnych metod motywowania uczniów do pracy oraz informowania zarówno dzieci, jak i ich rodziców o postępach w nauce i zachowaniu. Brak ocen ma służyć rozwojowi u dzieci wewnętrznej motywacji do nauki. Jednocześnie jest on wyrazem charakterystycznego dla pedagogiki Steinera nastawienia na współpracę, a nie rywalizację.   
- Brak podręczników

Uczniowie nie korzystają z gotowych podręczników. Nauczyciel sam kształtuje program i nauczanie w oparciu o dwa źródła: wiedzę o rozwoju dziecka i obserwację uczniów. Służy to zindywidualizowaniu kształcenia i rzeczywistym dopasowaniu go do potrzeb rozwojowych konkretnej grupy dzieci. 
- Edukacja zintegrowana

Wychowawca uczy większości przedmiotów w ramach tzw. lekcji głównej na przestrzeni całej edukacji w szkole podstawowej, nie tylko w ciągu trzech pierwszych lat. Nauczanie prowadzone jest w systemie tzw. epok. Oznacza to, że przez kilka tygodni (na ogół od dwóch do czterech) dzieci zajmują się jednym przedmiotem, np. matematyką, po czym następuje inna epoka (cykl) i inny temat. Najczęściej spotykanym zarzutem wobec takiego sposobu nauczania jest ryzyko, że uczniowie będą zapominać materiał z danego tematu, jeśli nie będzie on utrwalany w czasie pracy nad innym zagadnieniem. Pedagodzy waldorfscy odrzucają ten zarzut wskazując na wieloletnie doświadczenia szkół waldorfskich z tego typu procesem dydaktycznym. Jednocześnie podkreślają, że system epokowy pozwala na głębokie wniknięcie w omawiane tematy i wielostronne ich opracowanie.

## Pedagogika waldorfska w Polsce
W Polsce działają od początku lat 90. XX w. przedszkola i szkoły (w Warszawie, Krakowie, Gdańsku, Bielsku-Białej, Poznaniu, Katowicach i Siemianowicach Śląskich) realizujące program edukacji z uwzględnieniem w mniejszym lub większym stopniu zasad pedagogiki waldorfskiej.